# Пещера (фильм, 2005)
«Пещера» (англ. The Cave) — американо-немецкий фильм ужасов 2005 года режиссёра Брюса Ханта.

## Сюжет
Группу профессиональных дайверов нанимают для не совсем обычного задания — исследовать затопленные пещеры в Карпатских горах Румынии, где ещё при Чаушеску бесследно исчезла группа их предшественников. Вход в подземные лабиринты расположен под старинной церковью, выстроенной ещё тамплиерами. Руководство группой исследователей, в которую входят биолог Кэтрин Дженнингс (Лена Хиди), оператор Ким (Дэниел Дэ Ким), румынский учёный Николае и ещё несколько человек, берёт на себя Джек Макаллистер (Коул Хаузер).
Группа спускается в пещеры, но вскоре обвал горных пород отрезает их от выхода. К тому же оказывается, что в пещерной тьме обитают чудовищные хищные твари. Дайверам приходится искать другой выход, пытаясь при этом избежать участи стать добычей кошмарных созданий. В процессе поисков выхода они теряют одного за другим своих товарищей, заражаясь также неизвестными видами паразитов, которые, как выяснилось, превратили в преследующих их тварей бесследно пропавшую группу их предшественников. В конце концов троим из исследователей чудом удаётся выбраться на поверхность. Однако вскоре обнаруживается, что доктор Кэтрин Дженнигс уже подхватила таинственную заразу, и не исключено, что поражена недугом не только она.

## В ролях
| Актёр            | Роль               |
| ---------------- | ------------------ |
| Коул Хаузер      | Джек Макаллистер   |
| Эдди Сибриан     | Тайлер Макаллистер |
| Лена Хиди        | Кэтрин Дженнингс   |
| Пайпер Перабо    | Чарли              |
| Моррис Честнат   | Топ Бьюкенен       |
| Рик Раванелло    | Бриггс             |
| Марчел Юрэш      | доктор Николае     |
| Дэниел Дэ Ким    | Алекс Ким          |
| Киран Дарси-Смит | Строуд             |
| Влад Радеску     | доктор Баковия     |